# 高橋太一
高橋 太一（たかはし たいち、1998年7月16日 - ）は、日本のラグビー選手。

## プロフィール
- 宮崎県出身[1]。
- ポジションはスクラムハーフ(SH)。
- 身長 163cm、体重 70kg

## 略歴
2017年、延岡星雲高校卒業後、東洋大学に入学。
2020年、東洋大学ラグビー部の主将に就任。同チーム22年ぶりの関東大学ラグビーリーグ戦グループ2部優勝に貢献。
2021年、東洋大学卒業後、三菱重工相模原ダイナボアーズに加入。
2022年12月25日に行われたJAPAN RUGBY LEAGUE ONE第1節トヨタヴェルブリッツ戦にて途中出場でリーグワン公式戦初出場を果たした。
2024年5月、三菱重工相模原ダイナボアーズを退団。